# دوندن
دوندن هي مدينة من مدن هايتي. يبلغ عدد سكانها 25,846 نسمة وذلك حسب إحصائيات سنة 2003. يبلغ ارتفاع المدينة عن سطح البحر قرابة 564 متر.